# Theodor Lerner
Theodor Eduard Julius Lerner (* 10. April 1866 in Antweiler, Ahr; † 12. Mai 1931 in Frankfurt am Main) war ein deutscher Journalist und Polarforscher.

## Kindheit und Jugend
Theodor Lerner kam am 10. April 1866 in Antweiler an der Ahr als Sohn des dortigen Bürgermeisters Julius Lerner und seiner Frau Maria Magdalena, geborene Mengelbier, zur Welt. Als Kind spielte er gerne bei seinen Großeltern auf der Burg Blankenheim in der Eifel, nach seinen eigenen Worten ein Dorado für Räuber- und Turnspiele. Der Vater wurde 1870 in Linz am Rhein zum Bürgermeister gewählt, wo der Sohn die Volksschule besuchte. Hier schloss er tiefe Freundschaft mit Rheinschiffern und Steuerleuten, sehr zum Missfallen der Lehrer und Erzieher. Der Rhein verstärkte seine Liebe zum Wasser. Im Winter schwamm er zwischen Eisschollen herum. Seine großen Körperkräfte und Schwimmfähigkeiten ließen ihn einmal einen ertrinkenden Jungen aus dem Rhein retten.
Beim Gymnasialbesuch in Düsseldorf erwarb er ansehnliche Kenntnisse in Latein und Griechisch. Er hatte Freude am Gesang, den er mit seiner Baritonstimme gerne ertönen ließ, zumal er dabei in der Regel alles andere übertönte. Später einmal sorgte er bei den gestrandeten und verzweifelten Touristen des Kreuzfahrtschiffs Île de France mit seinem Gesang für deren Aufmunterung.

## Studium und erste Reisen
In Würzburg nahm er das Studium der Rechte auf und wurde Mitglied der Burschenschaft „Cimbria“. Dann setzte er das Studium in Bonn mit Vorlesungen in Nationalökonomie, Medizin und Jura fort. Er beendete das Studium ohne Abschluss, woraufhin ihn sein Vater als Volontär in der Linzer Bürgermeisterei beschäftigte. Da ihm dies wenig Freude bereitete, ging er nach Bremen, um zur See zu fahren. Als Zahlmeisterassistent fuhr er nach England, Spanien und Südamerika. Es folgte in Bremen der Militärdienst als Einjährig-Freiwilliger im 75. Infanterieregiment. Mehrere Jahre lebte er in den USA, zunächst als Journalist, später als Tellerwäscher und Flaschenreiniger und am Ende als Brauerei-Vertreter für das Würzburger Hofbräu. Die Rückreise nach Deutschland erfolgte auf einem Dampfer als Kohlentrimmer, angeblich aufgrund einer Wette. In Kontakt mit der Arktis kam Lerner bei anschließenden Fahrten auf Fischdampfern der Norwegischen Vesteraalen-Gesellschaft, die ihn nach Norwegen und Island führten.

## Arktisreisen

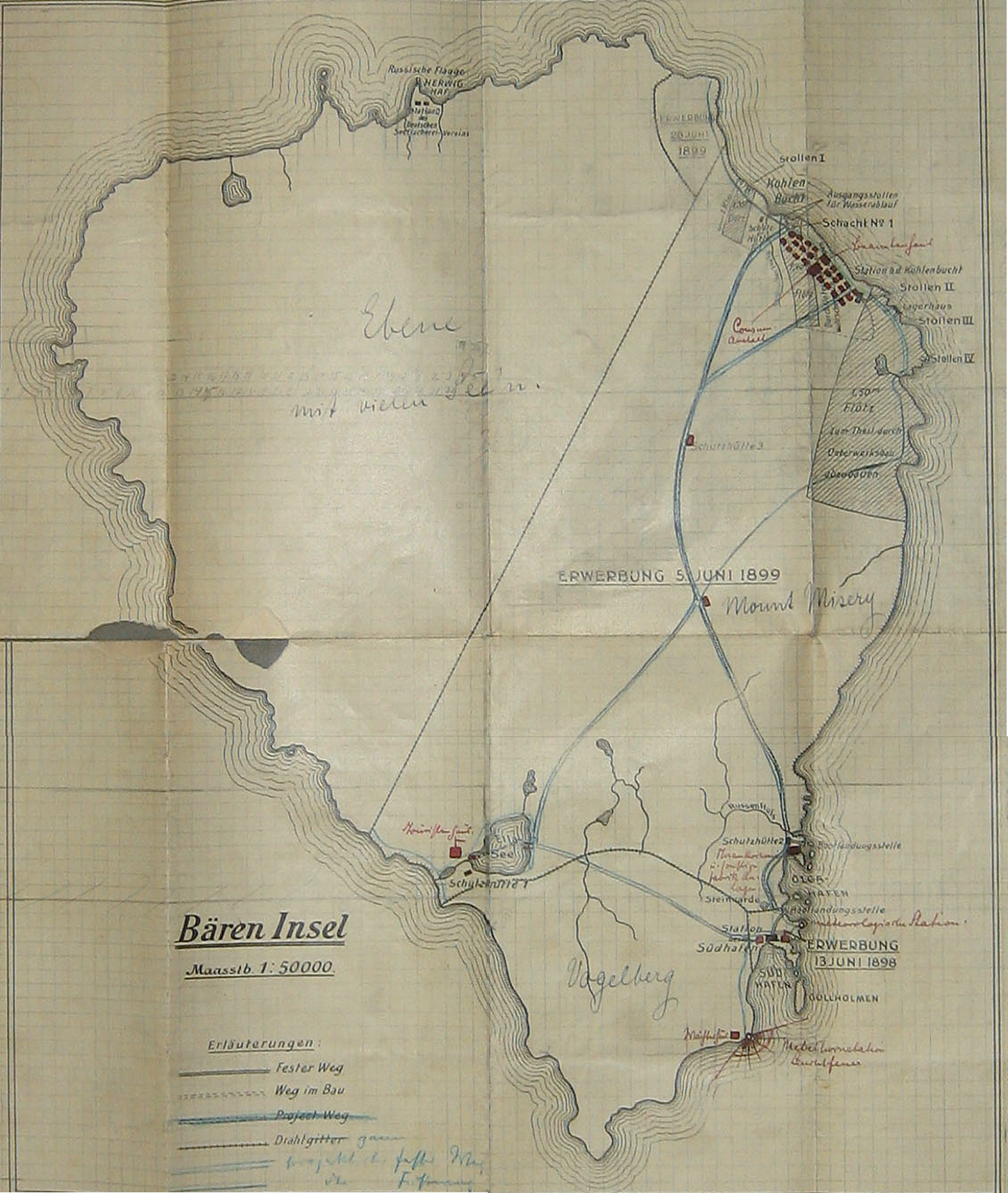
Karte der Bäreninsel aus dem Nachlass Theodor Lerners

In einem Café in Hannover anlässlich einer Wehrübung las er 1896 erstmals in der Zeitung von der geplanten Ballon-Polfahrt des Schweden Salomon August Andrée. Um Augenzeuge dieses Aufstiegs zu werden, ging er nach Norwegen, wo ihn Direktor Witt von der Vesteraalen-Dampfschiffgesellschaft engagierte. Mit dem kleinen Dampfer Expres dieser Gesellschaft, begleitet von mehreren Engländern, besuchte er Andrée. Da Andrée 1896 nicht aufstieg, wurde die Aktion in das nächste Jahr verlegt. Auch 1897 war er wieder bei Andrée und unterstützte ihn beim Aufstieg. 1898 leitete Lerner eine Expedition mit dem Schiff Helgoland nach Spitzbergen und König-Karl-Land. Diese „Deutsche Expedition in das Nördliche Eismeer“ war ursprünglich als Jagdreise geplant, sollte aber auch der – vergeblichen – Suche nach Andrée dienen. Durch die Teilnahme der Zoologen Fritz Schaudinn und Fritz Römer war ihr Charakter schließlich eher der einer wissenschaftlichen Expedition, die beachtliche Ergebnisse zeitigte und zur Herausgabe des mehrbändigen zoologischen Werkes Fauna Arctica Anlass gab. 1899 gründete Lerner die Deutsche Bäreninsel-Gesellschaft, mit der er die Kohlevorkommen auf der Bäreninsel abbauen wollte. Er wurde aber schon bald von seinem Partner, der Reederei Knöhr & Burchard, aus dem Unternehmen gedrängt. Lerner versuchte erfolglos, die Bäreninsel für das Deutsche Kaiserreich in Besitz zu nehmen, womit er sich seinen Spottnamen „Nebelfürst“ (norw. „Tåkefyrsten“) einhandelte. Unwissentlich durchkreuzte er dabei Geheimpläne der kaiserlichen Regierung, die ebenfalls darin bestanden, mit der Bäreninsel eine deutsche Arktiskolonie zu schaffen.
In Berlin heiratete er am 15. Januar 1902 die Dichterin Ilse von Stach, von der er sich später scheiden ließ. Aus dieser Ehe stammten seine zwei Söhne Klaus (* 12. September 1902) und Thomas (* 21. Oktober 1903). Der ältere Sohn Klaus wanderte 1929 nach Peru aus, wo er als Architekt bekannt wurde. Ihm folgte sein Bruder Thomas 1953 mit seiner Frau, der Kunsthistorikerin Johanna, geborene Lehmkuhl, und den Kindern Klaus und Carla.
Um seine Kenntnisse Spitzbergens finanziell umzusetzen, trug er sich 1902 mit dem Gedanken, eine GmbH für jährliche Gesellschaftsexpeditionen ins Polargebiet zu gründen. Als mögliche Interessenten sah er Jäger, Naturwissenschaftler und Pelzhändler. 
Die Sommer 1906 und 1907 verbrachte er wiederum auf Danskøya, diesmal, um die Fahrten des lenkbaren Luftschiffs des Amerikaners Walter Wellman journalistisch und auch fachlich zu begleiten. Im Juli 1906 rettete er den gestrandeten französischen Touristendampfer Île de France. Im Herbst lernte er Fredrik Hjalmar Johansen kennen, den Begleiter Fridtjof Nansens auf dessen Weg zum Nordpol. Lerner und Johansen überwinterten in einer Hütte am Kap Boheman und überquerten anschließend zu Fuß das Inlandeis Westspitzbergens in nördlicher Richtung.

## Liebe und Heirat mit Lydia Stoltze
Im Sommer 1908 bei der Rückkehr an die Küste der Insel lernte Lerner die Frankfurterin Lydia Stoltze (* 21. Juli 1873; † 10. Juli 1954) kennen. Sie war das jüngste von acht Kindern aus der 9-jährigen Ehe des Dichters Adolf Stoltze. Lydia Stoltze hatte im August eine Reise mit dem Dampfer Thalia des Österreichischen Lloyd unternommen. Auf der Stelle verliebte sie sich in den Polarfahrer, der in einem abenteuerlichen Zustand vor ihre Augen getreten war. Die beiden verlobten sich sofort unter dem 80. Breitengrad. Die Eltern in Frankfurt waren entsetzt. „Der un kein annerer“, sagte Lydia Stoltze. Im Spätsommer zurück nahm der sorgende Vater Adolf Stoltze den Polarfahrer, der immerhin der Sohn des Bürgermeisters von Linz am Rhein war, mit zum Apfelwein nach Sachsenhausen. Beim vierten Schoppen und vielen Erzählungen kamen sich die beiden Herren menschlich näher. Nach dem achten Schoppen akzeptierte der Vater den neuen Schwiegersohn. Das Paar heiratete im Februar 1909. Sie wohnten zunächst in Charlottenburg bei Berlin, Schlüterstraße 76. Noch im Sommer des Jahres 1909 wollte das Paar nach Spitzbergen fahren, wo Lydia als erste Frau der Welt zu überwintern gedachte. Sie fuhr zunächst für einige Wochen nach Berlin, um sich die Ausrüstung zu kaufen. Doch bald drauf depeschierte sie nach Hause: „Überwinterung aufgegeben – Theodor plant mit Zeppelin eine Nordpolexpedition – Lydia“. Von Juni bis Dezember 1910 lebten Lydia und Theodor Lerner in Norwegen. Ab 1911 wohnten Lerners in Frankfurt, wo im Herbst die Tochter Luise geboren wurde.

## Parseval und Zeppelin
Der Luftschiffbauer August von Parseval trug sich im Herbst 1908 mit dem Gedanken, ein Pol-Luftschiff zu bauen. Es kam zu Gedankenaustausch und Zusammenarbeit mit Lerner in dieser Sache. Am 25. Mai 1909 wurde in Frankfurt am Main die Internationale Luftschiffahrt-Ausstellung eröffnet. An diesem Tag erzählte Lerner, empfohlen von Hugo Hergesell, dem Grafen Zeppelin von seinem Gedanken eines Polflugs. Zeppelin zeigte sich interessiert. Daraufhin löste Lerner im Juli 1909 seinen Vertrag mit Parseval, der ja ähnlichen Zielen diente. Theodor Lerner wurde Generalsekretär der Deutschen Arktischen Luftschiff-Expedition unter Zeppelin. Im Frühjahr 1910 teilte Zeppelin Lerner dessen Entlassung mit. Ihm, Zeppelin, seien von verschiedensten Seiten Mitteilungen über die Vergangenheit Lerners zu Ohren gekommen, in denen von ehrenrührigen Handlungen Lerners die Rede sei. Lerner forderte die Herausgabe der Namen der Verleumder. Zeppelin lehnte dies ab. Es kam zu einer Duellforderung Zeppelins gegen Lerner. Lerner nahm an. Eine Ehrenkommission klärte die Angelegenheit und stellte fest, dass Lerner Unrecht widerfahren sei. Zeppelin erklärte sich für schuldig, worauf Lerner seine Forderung zurückzog. Gerichtlich wäre Zeppelin zur Mitnahme Lerners bei einer Expedition verpflichtet gewesen.
Zur Erkundung eines möglichen Polflugs unternahm Ferdinand Graf Zeppelin im Sommer 1910 eine Expeditionsreise nach Spitzbergen. Das Schiff der Reise war der Lloyd-Dampfer Mainz unter Kapitän Max Dietrich (* 27. November 1870 Angermünde; † 27. November 1916 Hartlepool). Weitere Teilnehmer der Reise waren Prinz Heinrich von Preußen, der Pionier der Farbfotografie Adolf Miethe und der Polarforscher Erich von Drygalski. Man inspizierte unter anderem den Wellman-Hangar in Danskøya. Vor Ort kamen die Teilnehmer der Reise freilich zu der Meinung, dass der Pol mit dem Zeppelin nicht erreicht werden konnte. 
Im Sommer 1913 leitete Lerner eine eigene Expedition zur Rettung von Leutnant Herbert Schröder-Stranz und seinen Leuten. Mitglieder dieser Rettungsaktion waren der Skisportler und Medizinstudent Bernhard Villinger sowie der bekannte Kameramann Sepp Allgeier, der die Geschehnisse im Film Mit der Kamera im ewigen Eis dokumentierte.

## Krieg und Frieden
Zu Beginn des Ersten Weltkrieges war Lerner als Feldwebel Landwehr-Offiziersstellvertreter im Schützengraben vor Toul und im Argonnerwald. Im November des Jahres lag er mit dem 81. Infanterieregiment in vorderster Feuerlinie im Priesterwald. Auf Grund großer persönlicher Tapferkeit wurde er zum Leutnant befördert und Führer der 3. Kompagnie. Im Dezember wurde ihm das Eiserne Kreuz 2. Klasse verliehen. Im Februar 1915 ließ Lerner in Frankfurt nahe der Festhalle einen Musterschützengraben anlegen, ausgestattet mit Fußangeln, Stacheldrahtverhau und spanischen Reitern. Für ein Eintrittsgeld war diese Anlage dem interessierten Frankfurter Publikum zugänglich. Im November 1918 kehrte Lerner zurück zu seiner Familie.
Er wurde Mitglied der Kriegerkameradschaft Frankfurt und stand politisch der Deutschnationalen Volkspartei nahe, die er 1924 auch finanziell unterstützte. 
Im Jahr 1926 plante er zusammen mit russischen Stellen eine Flugbootexpedition mit Dornier-Flugbooten. Während der Planung wurde er aber schwer herzkrank, so dass er den Plan aufgab. 
Theodor Lerner starb 65-jährig zwei Tage nach einem Schlaganfall am 12. Mai 1931 im Grüneburgweg 95. Er war gerade damit beschäftigt, seine 25-jährige Polarfahrertätigkeit in seinem Buch Im Banne der Arktis niederzuschreiben, als ihn der Tod ereilte. Sein Grab befindet sich auf dem Hauptfriedhof links am alten Hauptportal. Er hatte sieben Polarfahrten unternommen.
Die Inselgruppe Lernerøyane im Liefdefjorden und der nahe Gletscher Lernerbreen sowie das Kap Lernerneset der Insel Abeløya, König-Karl-Land, in Spitzbergen wurden nach Lerner benannt. Auf der Bäreninsel erinnert der Lernervegen, ein Weg von der Kvalrossbukta („Walrossbucht“) zum Sørhamna („Südhafen“), an ihn.

## Werke (Auswahl)
- Theodor Lerner: Im Banne der Arktis. Herausgegeben von Frank Berger, Oesch Verlag, Zürich 2005. ISBN 3-0350-2014-0